# جون فرانكلين (صحفي)
جون فرانكلين (بالإنجليزية: Jon Franklin)‏ هو صحفي أمريكي، ولد في 13 يناير 1943.